# Vaalputs
Vaalputs est un dépôt de déchets radioactifs situé en Afrique du Sud au Cap-Nord. Ce dépôt est exploité par la Société d'énergie nucléaire d'Afrique du Sud (NECSA). Il s'agit de l'unique centre de traitement du combustible nucléaire usé du pays.